# 코파 리베르타도레스
코파 리베르타도레스(스페인어: Copa Libertadores 코파 리베르타도레스[*], 포르투갈어: Copa Libertadores 코파 리베르타도르스[*])는 남아메리카의 각국 최상위 클럽들이 참가하는 축구 대회로 남미 축구 연맹(CONMEBOL)에서 주관한다. 대회의 이름은 남아메리카 독립 전쟁의 지도자들을 뜻하는 리베르타도레스를 기리기 위해 붙여진 것이다. 대회 우승 팀에게는 FIFA 클럽 월드컵에 나갈 자격이 주어진다. 그리고 코파 수다메리카나 우승 팀과 남미 슈퍼컵인 레코파 수다메리카나를 벌인다.

## 역사
1948년 칠레 산티아고에서 열린 캄페오나토 수다메리카노 데 캄페오네스가 전신이다. 이 대회는 7개 팀이 참가했으며 브라질의 바스쿠 다 가마가 우승을 차지했다.
1955년 유럽에서 UEFA 챔피언스리그(옛 이름 유러피언컵)가 등장했고 유럽과 남미 챔피언 대항전인 인터콘티넨털컵을 개최하기 위해 남미 각국이 적극적으로 나서면서 1960년부터 정기적으로 열리게 되었다. 처음에는 각국에서 1개 팀이 참가했지만, 1965년부터는 2개 팀이 참가하는 것으로 규모가 커졌다. 남미 축구 연맹은 1965년에 남아메리카 독립 전쟁의 지도자들을 기념하기 위하여 대회 이름을 코파 리베르타도레스로 명명했다.
1996년까지는 브라질, 파라과이, 아르헨티나에서 4개 팀이, 볼리비아, 칠레, 콜롬비아, 에콰도르, 페루, 우루과이에서 3개 팀이 참가했고, 남미 축구 연맹 소속은 아니지만 멕시코에서도 2개 팀이 참가해서 대회에 참가하는 팀은 32개 팀으로 늘어났다.
2007년부터 2016년까지는 전년도 코파 리베르타도레스 우승 팀, 아르헨티나와 브라질에서 5개 팀, 볼리비아, 칠레, 콜롬비아, 에콰도르, 페루, 우루과이, 파라과이, 베네수엘라, 그리고 멕시코에서 3개 팀씩 참가하여 모두 38개 팀이 참가했다.
2017년부터는 전년도 코파 리베르타도레스 우승 팀, 전년도 코파 수다메리카나 우승 팀, 브라질에서 7개 팀, 아르헨티나에서 6개 팀, 볼리비아, 칠레, 콜롬비아, 에콰도르, 페루, 우루과이, 파라과이, 베네수엘라에서 4개 팀씩 참가하여 모두 47개 팀이 참가한다.

## 대회 방식
대회는 결승전을 제외한 모든 경기가 홈 앤 어웨이 방식으로 펼쳐진다. 전통적으로 남미에서는 두 팀이 동률일 때, 원정 다득점 원칙이나 연장전이 치러지지 않았다. 1987년까지는 종합 골 득실을 따지지도 않았고, 단지 이기면 승점 2점, 비기면 승점 1점, 패하면 승점 0점을 부여해 승자를 결정했다. 양 팀의 승점이 동률일 때는 중립 지대에 위치한 경기장에서 3차전을 치렀다. 3차전까지 비긴 경우에야 종합 골 득실차를 고려했다.
1988년부터 양 팀의 1, 2차전 합계를 고려하기 시작했으며 1995년부터는 승리하면 승점 3점, 비기면 승점 1점, 패배하면 승점 0점을 주는 방식으로 변경되었다. 2004년까지 2차전 경기의 정규 시간이 끝난 상황에서 양 팀의 1, 2차전 합계가 동률인 경우에는 연장전 없이 바로 승부차기를 통해 승자를 결정했다. 몇 차례 논란(특히 2004년에 열린 보카 주니어스와 온세 칼다스의 결승전 경기) 이후에 2005년부터 CONMEBOL은 원정 다득점 원칙과 연장전을 결선 토너먼트에 적용했다.
2008년부터는 결승전에 한하여 양 팀의 1, 2차전 합계가 동률인 경우에는 원정 다득점 원칙을 적용하지 않고 연장전을 적용했다. 이에 따라 예선 토너먼트, 16강전, 8강전, 준결승전 2차전 경기의 정규 시간이 끝난 상황에서 양 팀의 1, 2차전 합계가 동률인 경우에는 원정 다득점 원칙을 적용하며 원정 다득점 원칙으로 승자를 결정할 수 없는 경우에는 연장전 없이 바로 승부차기를 통해 승자를 결정한다. 2019년부터는 결승전 경기가 특정 도시에서 단판 승부 형식으로 개최된다.

## 엠버서더

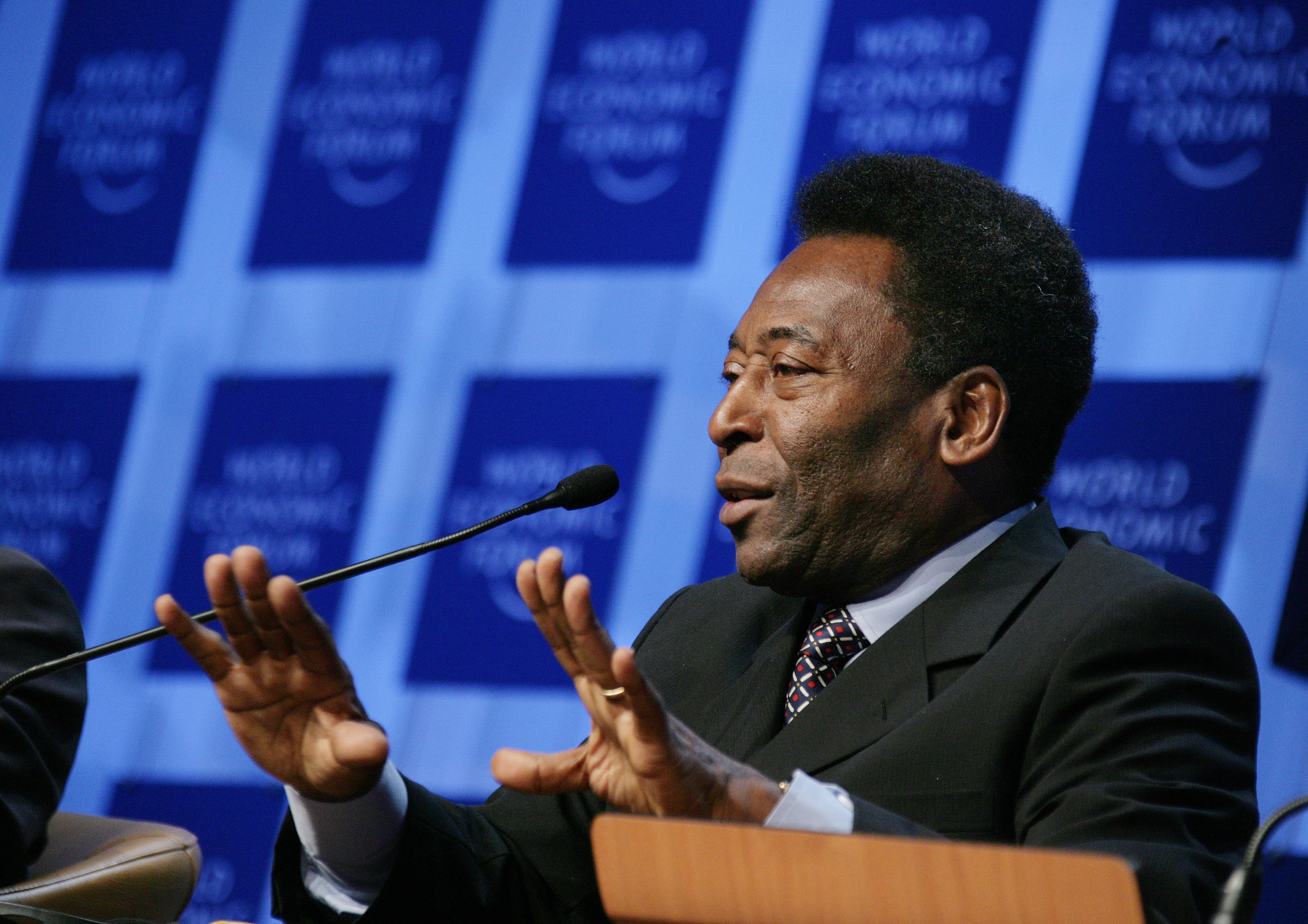
코파 리베르타도레스의 엠버서더인 펠레

많은 축구 선수들과 팬들에게 축구 역사상 최고의 선수로 평가되는 펠레는 브라질의 산투스 소속으로 두번의 우승컵을 들었으며 현재 코파 리베르타도레스의 엠버서더이다.
펠레는 1999년에 국제축구역사통계연맹(IFFHS)에서 선정한 "20세기 최고의 축구 선수"로 선정되었으며, 같은 해에 프랑스 주간지인 "프랑스 풋볼"은 전 발롱도르 수상자들을 대상으로 "20세기 최고의 축구 선수"를 가리는 투표를 진행한 결과 펠레가 1위를 기록했다. 또한 국제 올림픽 위원회(IOC)는 펠레에게 "20세기 최고의 운동선수"라는 이름을 붙였다.

## 후원사
| 후원사 |                                                    |
| --- | -------------------------------------------------- |
| \| - 산탄데르 - 마스터카드 - 브리지스톤 - 카타르 항공 - 현대자동차 \| - 벳 페어 - 렉소나 - 암스텔 - 게토레이 - EA 스포츠 \| |                                                    |
| - 산탄데르 - 마스터카드 - 브리지스톤 - 카타르 항공 - 현대자동차                                                             | - 벳 페어 - 렉소나 - 암스텔 - 게토레이 - EA 스포츠 |

이 대회는 1997년부터 2017년까지 단일의 메인 후원사가 대회의 명명권을 가졌는데 첫 번째 후원사는 1997년에 남미 축구 연맹과 10년 계약을 맺었던 일본의 자동차 제조 회사인 토요타 자동차였다. 두 번째 후원사는 2008년에 5년 계약을 맺었던 스페인의 은행인 산탄데르 은행이었다. 세 번째 후원사는 일본의 타이어 제조 회사인 브리지스톤으로 2013년부터 2017년까지 계약을 맺었었다.

## 역대 성적

### 결승전 결과
| 연도 | 결승전                | 결승전                                                          | 결승전                  |
| 연도 | 우승                  | 스코어                                                          | 준우승                  |
| ---- | --------------------- | --------------------------------------------------------------- | ----------------------- |
| 1960 | 페냐롤                | 1 - 0 / 1 - 1 종합 전적 2 - 1                                   | 올림피아                |
| 1961 | 페냐롤                | 1 - 0 / 1 - 1 종합 전적 2 - 1                                   | 파우메이라스            |
| 1962 | 산투스                | 1 - 2 / 3 - 2 종합 전적 4 - 4 플레이오프 3 - 0                  | 페냐롤                  |
| 1963 | 산투스                | 3 - 2 / 2 - 1 종합 전적 5 - 3                                   | 보카 주니어스           |
| 1964 | 인데펜디엔테          | 0 - 0 / 1 - 0 종합 전적 1 - 0                                   | 나시오날                |
| 1965 | 인데펜디엔테          | 1 - 0 / 1 - 3 종합 전적 2 - 3 플레이오프 4 - 1                  | 페냐롤                  |
| 1966 | 페냐롤                | 2 - 0 / 2 - 3 종합 전적 4 - 3 플레이오프 4 - 2 연장전           | 리버 플레이트           |
| 1967 | 라싱 클럽             | 0 - 0 / 0 - 0 종합 전적 0 - 0 플레이오프 2 - 1                  | 나시오날                |
| 1968 | 에스투디안테스        | 2 - 1 / 1 - 3 종합 전적 3 - 4 플레이오프 2 - 0                  | 파우메이라스            |
| 1969 | 에스투디안테스        | 1 - 0 / 2 - 0 종합 전적 3 - 0                                   | 나시오날                |
| 1970 | 에스투디안테스        | 1 - 0 / 0 - 0 종합 전적 1 - 0                                   | 페냐롤                  |
| 1971 | 나시오날              | 1 - 0 / 0 - 1 종합 전적 1 - 1 플레이오프 2 - 0                  | 에스투디안테스          |
| 1972 | 인데펜디엔테          | 0 - 0 / 2 - 1 종합 전적 2 - 1                                   | 우니베르시타리오        |
| 1973 | 인데펜디엔테          | 1 - 1 / 0 - 0 종합 전적 1 - 1 플레이오프 2 - 1 연장전           | 콜로-콜로               |
| 1974 | 인데펜디엔테          | 1 - 2 / 2 - 0 종합 전적 3 - 2 플레이오프 1 - 0                  | 상파울루                |
| 1975 | 인데펜디엔테          | 0 - 1 / 3 - 1 종합 전적 3 - 2 플레이오프 2 - 0                  | 우니온 에스파뇰라       |
| 1976 | 크루제이루            | 4 - 1 / 1 - 2 종합 전적 5 - 3 플레이오프 3 - 2                  | 리버 플레이트           |
| 1977 | 보카 주니어스         | 1 - 0 / 0 - 1 종합 전적 1 - 1 플레이오프 0 - 0 (승부차기 5 - 4) | 크루제이루              |
| 1978 | 보카 주니어스         | 0 - 0 / 4 - 0 종합 전적 4 - 0                                   | 데포르티보 칼리         |
| 1979 | 올림피아              | 2 - 0 / 0 - 0 종합 전적 2 - 0                                   | 보카 주니어스           |
| 1980 | 나시오날              | 0 - 0 / 1 - 0 종합 전적 1 - 0                                   | 인테르나시오나우        |
| 1981 | 플라멩구              | 2 - 1 / 0 - 1 종합 전적 2 - 2 플레이오프 2 - 0                  | 코브렐로아              |
| 1982 | 페냐롤                | 0 - 0 / 1 - 0 종합 전적 1 - 0                                   | 코브렐로아              |
| 1983 | 그레미우              | 1 - 1 / 2 - 1 종합 전적 3 - 2                                   | 페냐롤                  |
| 1984 | 인데펜디엔테          | 0 - 0 / 1 - 0 종합 전적 1 - 0                                   | 그레미우                |
| 1985 | 아르헨티노스 주니어스 | 1 - 0 / 0 - 1 종합 전적 1 - 1 플레이오프 1 - 1 (승부차기 5 - 4) | 아메리카 데 칼리        |
| 1986 | 리버 플레이트         | 2 - 1 / 1 - 0 종합 전적 3 - 1                                   | 아메리카 데 칼리        |
| 1987 | 페냐롤                | 0 - 2 / 2 - 1 종합 전적 2 - 3 플레이오프 2 - 0 연장전           | 아메리카 데 칼리        |
| 1988 | 나시오날              | 0 - 1 / 3 - 0 종합 전적 3 - 1                                   | 뉴얼스 올드 보이스      |
| 1989 | 아틀레티코 나시오날   | 2 - 0 / 0 - 2 종합 전적 2 - 2 (승부차기 5 - 4)                  | 올림피아                |
| 1990 | 올림피아              | 2 - 0 / 1 - 1 종합 전적 3 - 1                                   | 바르셀로나              |
| 1991 | 콜로-콜로             | 0 - 0 / 3 - 0 종합 전적 3 - 0                                   | 올림피아                |
| 1992 | 상파울루              | 1 - 0 / 0 - 1 종합 전적 1 - 1 (승부차기 3 - 2)                  | 뉴얼스 올드 보이스      |
| 1993 | 상파울루              | 5 - 1 / 0 - 2 종합 전적 5 - 3                                   | 우니베르시다드 카톨리카 |
| 1994 | 벨레스 사르스피엘드   | 0 - 1 / 1 - 0 종합 전적 1 - 1 (승부차기 5 - 3)                  | 상파울루                |
| 1995 | 그레미우              | 3 - 1 / 1 - 1 종합 전적 4 - 2                                   | 아틀레티코 나시오날     |
| 1996 | 리버 플레이트         | 0 - 1 / 2 - 0 종합 전적 2 - 1                                   | 아메리카 데 칼리        |
| 1997 | 크루제이루            | 0 - 0 / 1 - 0 종합 전적 1 - 0                                   | 스포르팅 크리스탈       |
| 1998 | 바스쿠 다 가마        | 2 - 0 / 2 - 1 종합 전적 4 - 1                                   | 바르셀로나              |
| 1999 | 파우메이라스          | 0 - 1 / 2 - 1 종합 전적 2 - 2 (승부차기 4 - 3)                  | 데포르티보 칼리         |
| 2000 | 보카 주니어스         | 2 - 2 / 0 - 0 종합 전적 2 - 2 (승부차기 4 - 2)                  | 파우메이라스            |
| 2001 | 보카 주니어스         | 1 - 0 / 0 - 1 종합 전적 1 - 1 (승부차기 3 - 1)                  | 크루스 아술             |
| 2002 | 올림피아              | 0 - 1 / 2 - 1 종합 전적 2 - 2 (승부차기 4 - 2)                  | 상카에타누              |
| 2003 | 보카 주니어스         | 2 - 0 / 3 - 1 종합 전적 5 - 1                                   | 산투스                  |
| 2004 | 온세 칼다스           | 0 - 0 / 1 - 1 종합 전적 1 - 1 (승부차기 2 - 0)                  | 보카 주니어스           |
| 2005 | 상파울루              | 1 - 1 / 4 - 0 종합 전적 5 - 1                                   | 아틀레치쿠 파라나엔시   |
| 2006 | 인테르나시오나우      | 2 - 1 / 2 - 2 종합 전적 4 - 3                                   | 상파울루                |
| 2007 | 보카 주니어스         | 3 - 0 / 2 - 0 종합 전적 5 - 0                                   | 그레미우                |
| 2008 | LDU 키토              | 4 - 2 / 1 - 3 종합 전적 1 - 1 (승부차기 3 - 1)                  | 플루미넨시              |
| 2009 | 에스투디안테스        | 0 - 0 / 2 - 1 종합 전적 2 - 1                                   | 크루제이루              |
| 2010 | 인테르나시오나우      | 2 - 1 / 3 - 2 종합 전적 5 - 3                                   | 과달라하라              |
| 2011 | 산투스                | 0 - 0 / 2 - 1 종합 전적 2 - 1                                   | 페냐롤                  |
| 2012 | 코린치앙스            | 1 - 1 / 2 - 0 종합 전적 3 - 1                                   | 보카 주니어스           |
| 2013 | 아틀레치쿠 미네이루   | 0 - 2 / 2 - 0 종합 전적 2 - 2 (승부차기 4 - 3)                  | 올림피아                |
| 2014 | 산로렌소              | 1 - 1 / 1 - 0 종합 전적 2 - 1                                   | 나시오날                |
| 2015 | 리버 플레이트         | 0 - 0 / 3 - 0 종합 전적 3 - 0                                   | UANL                    |
| 2016 | 아틀레티코 나시오날   | 1 - 1 / 1 - 0 종합 전적 2 - 1                                   | 인데펜디엔테 델 바예    |
| 2017 | 그레미우              | 1 - 0 / 2 - 1 종합 전적 3 - 1                                   | 라누스                  |
| 2018 | 리버 플레이트         | 2 - 2 / 3 - 1 종합 전적 5 - 3                                   | 보카 주니어스           |
| 2019 | 플라멩구              | 2 - 1                                                           | 리버 플레이트           |
| 2020 | 파우메이라스          | 1 - 0                                                           | 산투스                  |
| 2021 | 파우메이라스          | 2 - 1 연장전                                                    | 플라멩구                |
| 2022 | 플라멩구              | 1 - 0                                                           | 아틀레치쿠 파라나엔시   |
| 2023 | 플루미넨시            | 2 - 1 연장전                                                    | 보카 주니어스           |
| 2024 | 보타포구              | 3 - 1                                                           | 아틀레치쿠 미네이루     |

## 통계

### 클럽별 우승 횟수
| 클럽                    | 우승 | 준우승 | 우승 연도                                | 준우승 연도                        |
| ----------------------- | ---- | ------ | ---------------------------------------- | ---------------------------------- |
| 인데펜디엔테            | 7    | 0      | 1964, 1965, 1972, 1973, 1974, 1975, 1984 | —                                  |
| 보카 주니어스           | 6    | 6      | 1977, 1978, 2000, 2001, 2003, 2007       | 1963, 1979, 2004, 2012, 2018, 2023 |
| 페냐롤                  | 5    | 5      | 1960, 1961, 1966, 1982, 1987             | 1962, 1965, 1970, 1983, 2011       |
| 리버 플레이트           | 4    | 3      | 1986, 1996, 2015, 2018                   | 1966, 1976, 2019                   |
| 에스투디안테스          | 4    | 1      | 1968, 1969, 1970, 2009                   | 1971                               |
| 올림피아                | 3    | 4      | 1979, 1990, 2002                         | 1960, 1989, 1991, 2013             |
| 나시오날                | 3    | 3      | 1971, 1980, 1988                         | 1964, 1967, 1969                   |
| 상파울루                | 3    | 3      | 1992, 1993, 2005                         | 1974, 1994, 2006                   |
| 파우메이라스            | 3    | 3      | 1999, 2020, 2021                         | 1961, 1968, 2000                   |
| 그레미우                | 3    | 2      | 1983, 1995, 2017                         | 1984, 2007                         |
| 산투스                  | 3    | 2      | 1962, 1963, 2011                         | 2003, 2020                         |
| 플라멩구                | 3    | 1      | 1981, 2019, 2022                         | 2021                               |
| 크루제이루              | 2    | 2      | 1976, 1997                               | 1977, 2009                         |
| 아틀레티코 나시오날     | 2    | 1      | 1989, 2016                               | 1995                               |
| 인테르나시오나우        | 2    | 1      | 2006, 2010                               | 1980                               |
| 플루미넨시              | 1    | 1      | 2023                                     | 2008                               |
| 콜로-콜로               | 1    | 1      | 1991                                     | 1973                               |
| 라싱 클루브             | 1    | 0      | 1967                                     | —                                  |
| 아르헨티노스 주니어스   | 1    | 0      | 1985                                     | —                                  |
| 벨레스 사르스피엘드     | 1    | 0      | 1994                                     | —                                  |
| 바스쿠 다 가마          | 1    | 0      | 1998                                     | —                                  |
| 온세 칼다스             | 1    | 0      | 2004                                     | —                                  |
| LDU 키토                | 1    | 0      | 2008                                     | —                                  |
| 코린치앙스 파울리스타   | 1    | 0      | 2012                                     | —                                  |
| 아틀레치쿠 미네이루     | 1    | 0      | 2013                                     | —                                  |
| 보타포구                | 1    | 0      | 2024                                     | —                                  |
| 산로렌소                | 1    | 0      | 2014                                     | —                                  |
| 아메리카 데 칼리        | 0    | 4      | —                                        | 1985, 1986, 1987, 1996             |
| 데포르티보 칼리         | 0    | 2      | —                                        | 1978, 1999                         |
| 코브렐로아              | 0    | 2      | —                                        | 1981, 1982                         |
| 뉴얼스 올드 보이스      | 0    | 2      | —                                        | 1988, 1992                         |
| 바르셀로나              | 0    | 2      | —                                        | 1990, 1998                         |
| 아틀레치쿠 파라나엔시   | 0    | 2      | —                                        | 2005, 2022                         |
| 우니베르시타리오        | 0    | 1      | —                                        | 1972                               |
| 우니온 에스파뇰라       | 0    | 1      | —                                        | 1975                               |
| 우니베르시다드 카톨리카 | 0    | 1      | —                                        | 1993                               |
| 스포르팅 크리스탈       | 0    | 1      | —                                        | 1997                               |
| 크루스 아술             | 0    | 1      | —                                        | 2001                               |
| 상카에타누              | 0    | 1      | —                                        | 2002                               |
| 과달라하라              | 0    | 1      | —                                        | 2010                               |
| 나시오날                | 0    | 1      | —                                        | 2014                               |
| UANL                    | 0    | 1      | —                                        | 2015                               |
| 인데펜디엔테 델 바예    | 0    | 1      | —                                        | 2016                               |
| 라누스                  | 0    | 1      | —                                        | 2017                               |

### 국가별 우승 횟수
| 국가       | 우승 횟수 | 준우승 횟수 |
| ---------- | --------- | ----------- |
| 아르헨티나 | 25        | 13          |
| 브라질     | 24        | 19          |
| 우루과이   | 8         | 8           |
| 콜롬비아   | 3         | 7           |
| 파라과이   | 3         | 5           |
| 칠레       | 1         | 5           |
| 에콰도르   | 1         | 3           |
| 멕시코     | 0         | 3           |
| 페루       | 0         | 2           |

### 최다 득점자
| 순위 | 이름                   | 활약 연도                 | 클럽                                                                                               | 골   |
| ---- | ---------------------- | ------------------------- | -------------------------------------------------------------------------------------------------- | ---- |
| 1    | 알베르토 스펜세르      | 1960-70 1971-72           | 페냐롤 (48) 바르셀로나 (6)                                                                         | 54골 |
| 2    | 페르난도 모레나        | 1973-86                   | 페냐롤                                                                                             | 37골 |
| 3    | 페드로 베르길리오 로차 | 1963-70 1972-74 1979      | 페냐롤 (25) 상파울루 (10) 파우메이라스 (1)                                                         | 36골 |
| 4    | 다니엘 오네가          | 1966-70                   | 리버 플레이트                                                                                      | 31골 |
| 5    | 훌리오 모랄레스        | 1966-81                   | 나시오날                                                                                           | 30골 |
| 6    | 안토니 데 아빌라       | 1983-96 1998              | 아메리카 데 칼리 (27) 바르셀로나 (2)                                                               | 29골 |
| 6    | 후안 카를로스 사르나리 | 1966-67 1968-69 1972 1976 | 리버 플레이트 (10) 우니베르시다드 카톨리카 (12) 우니베르시다드 데 칠레 (4) 인데펜디엔테 산타페 (3) | 29골 |
| 6    | 루이장                 | 1998-99 2000 2002 2005    | 바스쿠 다 가마 (8) 코린치앙스 (15) 그레미우 (1) 상파울루 (5)                                       | 29골 |
| 6    | 가브리에우 바르보자    | 2018 2019-                | 산투스 (1) 플라멩구 (28)                                                                           | 29골 |
| 10   | 루이스 아르티메        | 1966-68 1970-74           | 인데펜디엔테 (8) 나시오날 (18)                                                                     | 26골 |
| 10   | 오스왈도 라미레스      | 1967 1971-75 1978-81      | 스포르트 보이스 (4) 우니베르시타리오 (15) 스포르팅 크리스탈 (7)                                    | 26골 |
| 12   | 알베르토 아코스타      | 1988-92 1994 1995-97      | 산로렌소 (6) 보카 주니어스 (1) 우니베르시다드 카톨리카 (18)                                        | 25골 |
| 12   | 팔리냐                 | 1975-76 1977 1981         | 크루제이루 (20) 코린치앙스 (3) 아틀레치쿠 미네이루 (2)                                             | 25골 |
| 12   | 후안 카를로스 산체스   | 1983-85 1986 1992         | 블루밍 (16) 호르헤 윌스테르만 (8) 산호세 (1)                                                       | 25골 |

## 같이 보기
- 코파 수다메리카나
- 레코파 수다메리카나